# Скаджит (округ)
Округ Скаджит (англ. Skagit County) — округ штата Вашингтон, США. Население округа на 2000 год составляло 102 979 человек. Административный центр округа — город Маунт-Вернон.

## История
Округ Скаджит основан в 1883 году.

## География
Округ занимает площадь 4493,6 км2.

## Демография
Согласно переписи населения 2000 года, в округе Скаджит проживало 102 979 человек (данные Бюро переписи населения США). Плотность населения составляла 22,9 человек на квадратный километр.